# Urmărește-mă
Urmărește-mă (titlul original: în engleză Follow Me!) este un film de comedie englez, realizat în 1972 de regizorul Carol Reed acesta fiind ultimul său film, după romanul The Public Eye al dramaturgului englez Peter Shaffer. Protagoniști sunt actorii Mia Farrow în rolul tinerei soții și Topol ca „umbra” sa, iar Michael Jayston în rolul soțului. 

## Conținut
Suntem în Londra, la începutul anilor 1970. Charles este un consultant fiscal corect și introvertit, căsătorit cu o exuberantă americană plina de viață, Belinda. Tocmai pentru că el este atât de sec, presupune că soția sa cu fire neconvențională, în timpul cât el este la serviciu, îl înșală. Din acest motiv, Charles angajează un detectiv privat, Julian, un bărbat vesel și bine intenționat de origine greacă, să o urmărească pas cu pas pe Belinda ca o umbră și să adune dovezi despre infidelitatea ei. Dar Belinda îi este fidelă, ea își petrece orele de singurătate ba la cinematograf vizionând filme de groază, ba la delfinariu, sau în parcurile orașului. Zece zile Julian este umbra mută a Belindei, care treptat îl remarcă chiar dacă acesta nu i s-a adresat deloc. 
Cu timpul îl simpatizează pe bărbatul care fără un cuvânt se ține de ea ca un scai. Curând amândoi devin tovarăși nedespărțiți iar Julian se alătură la tot ce întreprinde Belinda. Merg împreună la film, la picnic sau călătoresc cu vaporașul . Julian își exprimă simpatia prin gesturi și privire, însă niciodată prin platitudine verbală. Amândoi se simt fericiți prin acest aranjament ne vorbit, iar Belinda se simte iarăși după mult timp, în sfârșit, din nou băgată în seamă. Dar se aproprie termenul când Julian trebuie să dea raportul angajatorului său... 

## Distribuție
- Mia Farrow - Belinda
- Topol - Julian Cristoforou, detectiv privat
- Michael Jayston - Charles, soțul lui Belinda
- Margaret Rawlings - doamna Sidley
- Annette Crosbie - domnișoara Framer
- Dudley Foster - Dl. Mayhew
- Michael Aldridge - Sir Philip Crouch
- Michael Barrington - Dl. Scrampton
- Neil McCarthy - Parkinson

## Premii
- Mia Farrow și Topol au câștigat premiile cea mai bună actriță, respectiv cel mai bun actor la Festivalul Internațional de Film de la San Sebastián